# Vaudigny
Vaudigny település Franciaországban, Meurthe-et-Moselle megyében. Lakosainak száma 82 fő (2022. január 1.). Vaudigny Lebeuville, Vaudeville és Xirocourt községekkel határos.

## Népesség
A település népessége az elmúlt években az alábbi módon változott:
| Lakosok száma | 49   | 46   | 46   | 61   | 76   | 75   | 75   | 77   | 80   | 82   |
|               | 1968 | 1990 | 2006 | 2011 | 2015 | 2016 | 2018 | 2019 | 2021 | 2022 |